# Orosirium
| Äon                                      | Ära                                                 | Periode    | ≈ Alter (mya) |
| später                                   | später                                              | später     | jünger        |
| ---------------------------------------- | --------------------------------------------------- | ---------- | ------------- |
| P r o t e r o z o i k u m Dauer: 1959 Ma | Neoproterozoikum Jungproterozoikum Dauer: 459 Ma    | Ediacarium | 541 ⬍ 635     |
| P r o t e r o z o i k u m Dauer: 1959 Ma | Neoproterozoikum Jungproterozoikum Dauer: 459 Ma    | Cryogenium | 635 ⬍ 720     |
| P r o t e r o z o i k u m Dauer: 1959 Ma | Neoproterozoikum Jungproterozoikum Dauer: 459 Ma    | Tonium     | 720 ⬍ 1000    |
| P r o t e r o z o i k u m Dauer: 1959 Ma | Mesoproterozoikum Mittelproterozoikum Dauer: 600 Ma | Stenium    | 1000 ⬍ 1200   |
| P r o t e r o z o i k u m Dauer: 1959 Ma | Mesoproterozoikum Mittelproterozoikum Dauer: 600 Ma | Ectasium   | 1200 ⬍ 1400   |
| P r o t e r o z o i k u m Dauer: 1959 Ma | Mesoproterozoikum Mittelproterozoikum Dauer: 600 Ma | Calymmium  | 1400 ⬍ 1600   |
| P r o t e r o z o i k u m Dauer: 1959 Ma | Paläoproterozoikum Altproterozoikum Dauer: 900 Ma   | Statherium | 1600 ⬍ 1800   |
| P r o t e r o z o i k u m Dauer: 1959 Ma | Paläoproterozoikum Altproterozoikum Dauer: 900 Ma   | Orosirium  | 1800 ⬍ 2050   |
| P r o t e r o z o i k u m Dauer: 1959 Ma | Paläoproterozoikum Altproterozoikum Dauer: 900 Ma   | Rhyacium   | 2050 ⬍ 2300   |
| P r o t e r o z o i k u m Dauer: 1959 Ma | Paläoproterozoikum Altproterozoikum Dauer: 900 Ma   | Siderium   | 2300 ⬍ 2500   |
| früher                                   | früher                                              | früher     | älter         |

Das Orosirium ist ein chronostratigraphisches System und eine geochronologische Periode der Geologischen Zeitskala. Es ist das dritte System des Proterozoikums und des Paläoproterozoikums. Es begann vor 2050 Millionen Jahren und endete vor 1800 Millionen Jahren, dauerte also 250 Millionen Jahre. Es folgte auf das Rhyacium und ging dem Statherium voraus.

## Namensgebung und Definition
Der Name leitet sich vom griechischen ὀροσειρά – oroseira (deutsch: Gebirgszug) ab. Er spielt damit auf die insbesondere in der zweiten Hälfte des Orosiriums verbreiteten Gebirgsbildungsprozesse an, die praktisch auf jedem der damals existierenden Kontinente stattfanden.
Beginn und Ende des Orosiriums sind nicht durch GSSPs definiert, sondern durch GSSAs (Global Stratigraphic Standard Ages), das heißt auf meist volle 100 Millionen Jahre gerundete Durchschnittswerte radiometrischer Datierungen globaler tektonischer Ruhephasen.

## Ereignisse während des Orosiriums

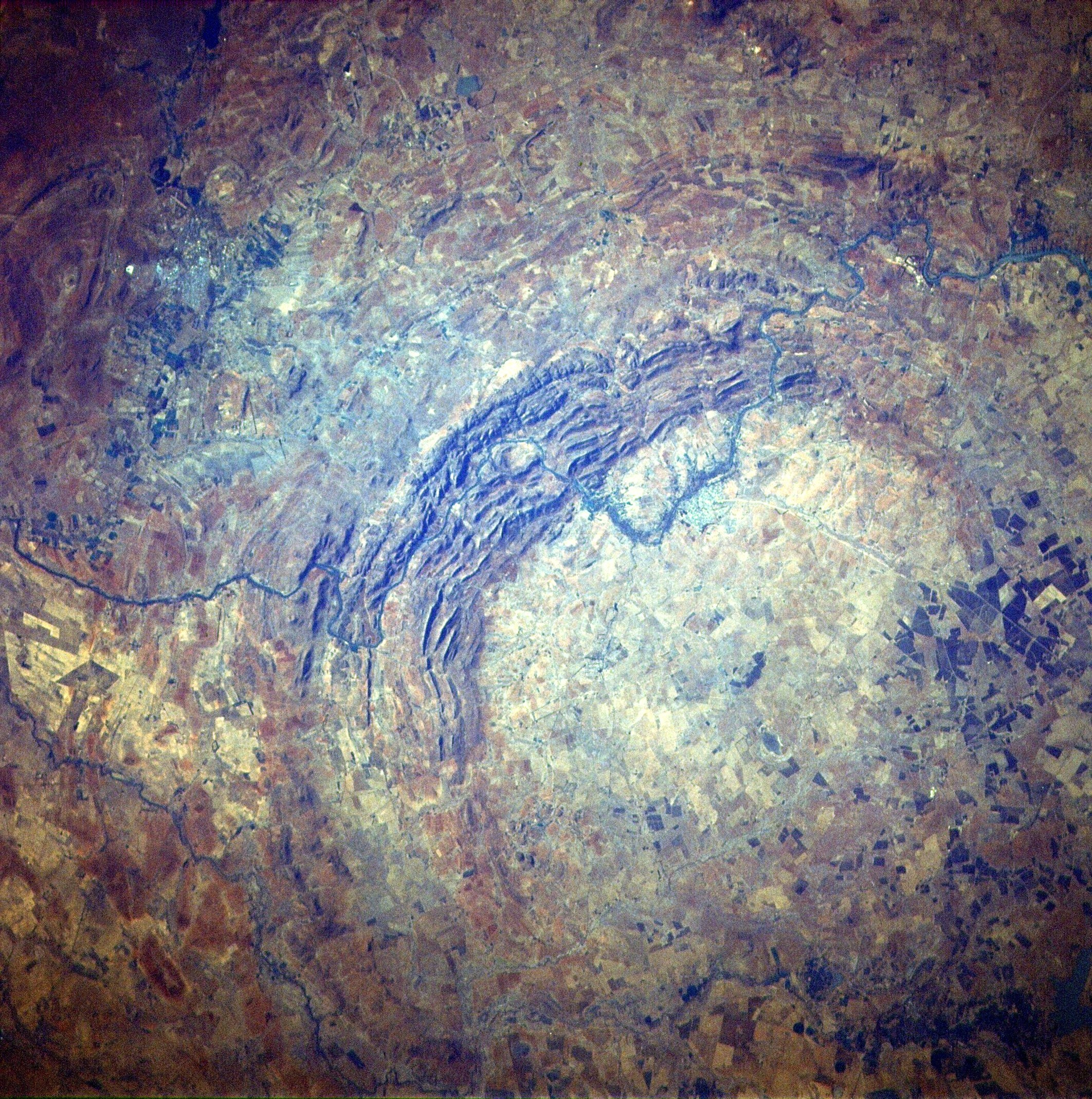
Die aus dem Orbit sichtbaren Reste des Vredefort-Kraters

### Atmosphäre
Wegen vermehrter Photosynthese der Cyanobakterien nahm der Sauerstoffgehalt in der Atmosphäre im Orosirium weiter zu, was die Bildung von Rotsedimenten förderte.

### Evolution
Das Leben wird von prokaryotischen Einzellern in den Ozeanen bestimmt.

### Mantellawine
Laut Condie (1998) soll sich um 1900 Millionen Jahren BP eine so genannte Mantellawine (engl. mantle avalanche) ereignet haben, die mittels vermehrter Manteldiapire den enormen Magmatismus zu diesem Zeitpunkt erklären würde.

### Meteoritenkrater
In das Orosirium fällt die Bildung des Vredefort-Kraters in Südafrika (vor ca. 2.023 ± 4 Millionen Jahren BP) sowie die des Sudbury-Beckens vor ca. 1.849 Millionen Jahren BP, jeweils durch den Einschlag eines Asteroiden.

## Stratigraphie

### Bedeutende Sedimentbecken und geologische Formationen
- Transvaal-Becken in Südafrika – 2600 bis 1900 Millionen Jahre BP
- Animikie Group in den Vereinigten Staaten und in Kanada – 2125 bis 1780 Millionen Jahre BP
- Huronian Supergroup im Osten Ontarios – 2450 bis 2219 Millionen Jahre BP, möglicherweise noch bis um 1850/1800 Millionen Jahre BP, als die Supergroup schließlich von der Orogenese des Penokean erfasst wurde
- Marquette Range Supergroup im Norden Wisconsins und Michigans – 2207 bis 1818 Millionen Jahre BP[2]
- Cuddapah-Becken im Südosten Indiens (ab zirka 1930 Millionen Jahre BP) mit:
  - Cuddapah-Supergruppe bestehend aus:
    - Chitravati-Gruppe (Basis bei 1884 Millionen Jahre BP)
    - Papaghni-Gruppe (1930 bis 1900 Millionen Jahre BP)

### Lagerstätten
- Zu den größten Erzlagerstätten, die in dieser Zeit entstanden, zählt das sibirische Kupfervorkommen von Udokan.
- In Minnesota werden die Bändererze (BIF) der Gunflint Iron Formation (1878 ± 2 Millionen Jahre BP), der Soudan Iron Formation und der Biwabik Iron Formation (zirka 1900 bis 1850 Millionen Jahre BP) abgelagert.

## Geodynamik

### Orogenesen
Kontinentkollisionen:
- Maroni-Itacaiunas-Gürtel des Amazonas-Kratons in Südamerika – 2200 bis 1950 Millionen Jahre BP
- Transamazonas-Orogenese in Südamerika – 2100 bis 2000 Millionen Jahre BP
- Eburnische Orogenese in Westafrika – 2100 bis 2000 Millionen Jahre BP
- Limpopo-Gürtel in Südafrika – 2000 bis 1900 Millionen Jahre BP
- Capricorn-Orogenese im Westen Australiens – 2000 bis 1900 Millionen Jahre BP[3]
- Khondalit-Gürtel (oder Central Indian Tectonic Zone, abgekürzt CITZ) im Süden Indiens – um 1950 bis 1800 Millionen Jahre BP[4]
- Ventuari-Tapajos-Gürtel des Amazonas-Kratons in Brasilien – 1950 bis 1800 Millionen Jahre BP
- Penokean-Orogenese in Nordamerika – 1900 bis 1800 Millionen Jahre BP
- Taltson-Thelon-Orogenese in Nordamerika – 1950 bis 1830 Millionen Jahre BP
- Trans-Hudson-Orogenese in Nordamerika – 1950 bis 1830 Millionen Jahre BP
- Wopmay-Orogenese in Nordamerika – 1950 bis 1830 Millionen Jahre BP
- Svekofennische Orogenese in Skandinavien – 1900 bis 1800 Millionen Jahre BP
- Patschelma-Orogenese (Aulakogen) in Osteuropa – 1900 bis 1800 Millionen Jahre BP
- Wolhynien-Zentralrussland-Orogenese (Aulakogen) in Osteuropa – 1900 bis 1800 Millionen Jahre BP
- Akitkan-Orogenese in Sibirien – 1900 bis 1800 Millionen Jahre BP
- Zentral-Aldan-Orogenese in Sibirien – 1900 bis 1800 Millionen Jahre BP

Im Zeitraum 1950/1900 bis 1830 Millionen Jahren BP werden in folgenden Orogenen Terrane akkretiert:
- Torngat-Orogen in Labrador und Quebec[5]
- New-Quebec-Orogen in Québec
- Ungava-Orogen in Quebec
- Nagssugtoqidian-Orogen in Grönland
- Lappland-Kola-Orogen (auch Lappland-Karelien-Orogen) im Norden Skandinaviens
- Um 1870 Millionen Jahren BP erfolgt im Hebriden-Terran Nordwestschottlands die Andockung des Rona-Terrans an das Gairloch-Terran/Gruinard-Terran.[6] Die ab 2000 Millionen Jahren BP gebildete, suprakrustale Loch Maree Group wird dabei amphibolitfaziell metamorphosiert und stark verformt.
- Trans-Nordchina-Orogenese im Norden Chinas – um 1850 Millionen Jahre BP[7]

Aufgrund all dieser zahlreichen Kontinentkollisionen und Terranandockungen bildet sich gegen Ende des Orosiriums um 1800 Millionen Jahre BP der Superkontinent Columbia.